# الضيق (ذمار)
الضيق هي إحدى قرى الجمهورية اليمنية. وهي تتبع جغرافيًا لمحافظة ذمار. وإداريًا لمديرية جهران. يبلغ تعداد سكانها 1977 نسمة حسب الإحصاء الذي جرى عام 2004.